# James Alan Robinson
James Alan Robinson (ur. 1960) –  brytyjski ekonomista i politolog. 
Profesor studiów nad konfliktami globalnymi (Rev. Dr. Richard L. Pearson Professor of Global Conflict Studies) oraz profesor uniwersytecki w Harris School of Public Policy na Uniwersytecie w Chicago. W  Harris School pełni również funkcję dyrektora Pearson Institute for the Study and Resolution of Global Conflicts (tłum. Instytutu Pearsona ds. Badań i Rozwiązywania Konfliktów Globalnych). W latach 2004–2015 wykładał na Uniwersytecie Harvarda, a także na Uniwersytecie Kalifornijskim w Berkeley, Uniwersytecie Południowej Kalifornii i Uniwersytecie w Melbourne.
Bada różnice między krajami, skupiając się na podstawowych instytucjach gospodarczych i politycznych, które prowadzą niektóre kraje do dobrobytu, a inne do konfliktów. Wraz z Daronem Acemoğlu jest autorem książek takich jak: The Narrow Corridor. States, Societies, and the Fate of Liberty (2019), Why Nations Fail: The Origins of Power, Prosperity, and Poverty (2012) i Economic Origins of Dictatorship and Democracy (2006).
14 października 2024 roku wraz z Daronem Acemoğlu i Simonem Johnsonem otrzymał Nagrodę Banku Szwecji im. Alfreda Nobla w dziedzinie ekonomii za „badania nad tym, jak powstają instytucje i jak wpływają na dobrobyt”.

## Życiorys
Studiował ekonomię w London School of Economics (licencjat), University of Warwick (magisterium) i Yale University (doktorat). Jego główne zainteresowania badawcze obejmują porównawczy rozwój gospodarczy i polityczny, ze szczególnym uwzględnieniem perspektywy długoterminowej, zwłaszcza Ameryki Łacińskiej i Afryki Subsaharyjskiej.
W 2004 roku został mianowany profesorem nadzwyczajnym nauk politycznych (associate professor) na Uniwersytecie Harvarda, gdzie zajmował stanowiska David Florence Professor of Government (2009–2014) i Wilbur A. Cowett Professor of Government (2014–2015). 1 lipca 2015 roku został mianowany jednym z dziewięciu profesorów uniwersyteckich w Harris School of Public Policy Studies na Uniwersytecie w Chicago, gdzie objął stanowisko Reverend Dr. Richard L. Pearson Professor of Global Conflict Studies. 9 maja 2016 roku otrzymał tytuł doktora honoris causa Narodowego Uniwersytetu Mongolii.
Prowadził badania w wielu krajach, m.in. w Botswanie, Chile, Demokratycznej Republice Konga, na Haiti, Filipinach, w Sierra Leone, Republice Południowej Afryki oraz w Kolumbii, gdzie każdego lata wykłada na Universidad de los Andes w Bogocie.
W 2023 roku spotkał się ze studentami, naukowcami, liderami opinii społecznej, przedstawicielami świata finansów, gospodarki i biznesu w Taszkiencie w Uzbekistanie, gdzie opowiedział o budowie instytucji inkluzywnych w krajach autorytarnych, trudnym rozwoju krajów po kolonializmie, świadomie popełnionych „błędach” oraz odpowiedział na pytania dotyczące tzw. regionu „króla bawełny” – Uzbekistanu – opisanego w książce Why Nations Fail: The Origins of Power, Prosperity, and Poverty (2012).
W 1995 roku rozpoczął współpracę z Daronem Acemoğlu, który uczęszczał na jego seminarium doktorskie w London School of Economics.

## Badania naukowe

### Economic Origins of Dictatorship and Democracy
W książce Economic Origins of Dictatorship and Democracy (2006), wraz z Acemoğlu, przeanalizował proces powstawania i konsolidacji społeczeństw demokratycznych. Autorzy doszli do wniosku, że „demokracja się konsoliduje, gdy elity nie mają silnej motywacji do jej obalenia. Procesy te zależą od (1) siły społeczeństwa obywatelskiego, (2) struktury instytucji politycznych, (3) charakteru kryzysów politycznych i gospodarczych, (4) poziomu nierówności ekonomicznych, (5) struktury gospodarki i (6) formy i zakresu globalizacji”.

### Dlaczego narody przegrywają
W książce Dlaczego narody przegrywają (wyd. polskie 2014), oryg. Why Nations Fail: The Origins of Power, Prosperity, and Poverty (2012), Acemoğlu i Robinson twierdzą, że wzrost gospodarczy na czele technologii wymaga stabilności politycznej, a także twórczej destrukcji. Ta ostatnia nie może zachodzić bez instytucjonalnych ograniczeń w przyznawaniu praw monopolistycznych i oligopolowych. Autorzy twierdzą, że rewolucja przemysłowa zaczęła się w Wielkiej Brytanii, ponieważ angielska Karta Praw z 1689 roku wprowadziła takie właśnie ograniczenia. Przykładowo, statek parowy zbudowany w 1705 roku przez Denisa Papina w niemieckim Münden został zniszczony przez cech flisaków. Papin udał się do Londynu, gdzie Royal Society opublikowało kilka jego prac. W 1712 roku Thomas Newcomen rozwinął dzieło Papina, budując maszynę parową, która odniosła sukces komercyjny. Papin zmarł w 1713 roku i został pochowany w nieoznaczonym grobie dla ubogich.
Acemoğlu i Robinson twierdzą, że „różnice w rozwoju między krajami wynikają wyłącznie z różnic w instytucjach politycznych i ekonomicznych, i odrzucają inne teorie, które przypisują część różnic kulturze, pogodzie, geografii lub brakowi wiedzy na temat najlepszych polityk i praktyk”. Na przykład „sowiecka Rosja wygenerowała szybki wzrost, ponieważ szybko nadrobiła zaległości w stosunku do niektórych zaawansowanych technologii na świecie, [ale] w latach 70. traciła impet” z powodu braku kreatywnej destrukcji.

### Wąski Korytarz
W trzeciej wspólnej książce Wąski korytarz. Państwa, społeczeństwa i losy wolności (wyd. polskie 2022), oryg. The Narrow Corridor. States, Societies, and the Fate of Liberty (2019), Acemoğlu i Robinson twierdzą, że wolne społeczeństwo powstaje, gdy władza państwa i społeczeństwa rozwijają się w przybliżonej równowadze.

### Krytyka teorii modernizacji
Daron Acemoğlu i James Alan Robinson w artykule „Income and democracy” (2008) pokazują, że chociaż istnieje silna korelacja między dochodami a demokracją w różnych krajach, to po uwzględnieniu stałych efektów dla danego kraju (country fixed effects) i usunięciu związku między dochodem na mieszkańca a różnymi miarami demokracji, „nie ma związku przyczynowo-skutkowego między dochodem a demokracją”. W artykule „Non-Modernization” (2022) twierdzą ponadto, że teoria modernizacji nie może uwzględniać różnych ścieżek rozwoju politycznego, „ponieważ zakłada związek między ekonomią a polityką, który nie jest uwarunkowany instytucjami i kulturą i zakłada określony punkt końcowy – na przykład „koniec historii””.

## Publikacje

### Książki
- James A. Robinson, Daron Acemoğlu: The Narrow Corridor: States, Societies, and the Fate of Liberty. New York: Penguin Press, 2019. ISBN 978-0735224384. LCCN Daron Acemoglu. (ang.). Brak numerów stron w książce
- Africa’s Development in Historical Perspective. New York: Cambridge University Press, 2014. ISBN 978-1107691209. (ang.). Brak numerów stron w książce
- The Role of Elites in Economic Development. New York: Oxford University Press, 2012. ISBN 978-0-19-965903-6. (ang.). Brak numerów stron w książce
- James A. Robinson, Daron Acemoğlu: Why Nations Fail: The Origins of Power, Prosperity and Poverty. New York: Crown Business, 2012. ISBN 978-0307719218. LCCN Daron Acemoglu. (ang.). Brak numerów stron w książce
- Natural Experiments of History. Cambridge, MA: Harvard University Press, 2010. ISBN 978-0-674-03557-7. (ang.). Brak numerów stron w książce
- Die Ursprünge der modernen Welt: Geschichte im wissenschaftlichen Vergleich. Frankfurt: Fischer Taschenbuch Verlag, 2008. ISBN 978-3596179343. (niem.). Brak numerów stron w książce
- Economía Colombiana del Siglo XX: Un Análisis Cuantitativo. Bogotá and México D.F.: Fondo de Cultura Económica, 2007. ISBN 978-9583801396. (hiszp.). Brak numerów stron w książce
- James A. Robinson, Daron Acemoğlu: Economic Origins of Dictatorship and Democracy. Cambridge, UK: Cambridge University Press, 2006. ISBN 0-521-67142-6. LCCN Daron Acemoglu. (ang.). Brak numerów stron w książce

### Artykuły
- Acemoğlu, Daron, Simon Johnson i James Robinson. Rok 2001. „Kolonialne początki rozwoju porównawczego: badanie empiryczne”. American Economic Review Vol. 91, nr 5: 1369–401.
- Robinson, James A. 2006. „Rozwój gospodarczy i demokracja”. Roczne przeglądy nauk politycznych 9, 503-527.
- Acemoğlu, Daron, Simon Johnson, James A. Robinson i Pierre Yared. 2008. „Dochód i demokracja”. American Economic Review 98(3): 808-42.
- Acemoğlu, Daron, Simon Johnson, James A. Robinson i Pierre Yared. 2009 „Ponowna ocena hipotezy modernizacji.” Journal of Monetary Economics 56(8): 1043-58.
- Acemoğlu, Daron i James Robinson. 2022. „Niemodernizacja: trajektorie władzy i kultury oraz dynamika instytucji politycznych”. Roczny przegląd nauk politycznych 25(1): 323-339